# Tagudin
Tagudin è una municipalità di quarta classe delle Filippine, situata nella provincia di Ilocos Sur, nella regione di Ilocos.
Tagudin è formata da 43 baranggay:
- Ag-aguman
- Ambalayat
- Baracbac
- Bario-an
- Baritao
- Becques
- Bimmanga
- Bio
- Bitalag
- Borono
- Bucao East
- Bucao West
- Cabaroan
- Cabugbugan
- Cabulanglangan

- Dacutan
- Dardarat
- Del Pilar (Pob.)
- Farola
- Gabur
- Garitan
- Jardin
- Lacong
- Lantag
- Las-ud
- Libtong
- Lubnac
- Magsaysay (Pob.)
- Malacañang

- Pacac
- Pallogan
- Pudoc East
- Pudoc West
- Pula
- Quirino (Pob.)
- Ranget
- Rizal (Pob.)
- Salvacion
- San Miguel
- Sawat
- Tallaoen
- Tampugo
- Tarangotong